# グウェント統監
グウェント統監（グウェントとうかん、英語: Lord Lieutenant of Gwent）は、イギリスの官職。統監の1つで、グウェントを担当する。1972年地方行政法でイングランドおよびウェールズの地方自治体再編が行われ、同法第218(1)条によりグレーター・ロンドンおよび各都市・非都市カウンティに統監が1人ずつ任命されることとなった。同法でモンマスシャーがグウェントに再編されたため、1974年の同法施行とともにモンマスシャー統監がグウェント統監に移行した。

## 一覧
- 1974年4月1日 – 1979年：エドワード・ロデリック・ヒル[3]
  - モンマスシャー統監（英語版）より続投[2]
- 1979年6月25日 – 2000年：リチャード・ハンベリー＝テニソン（英語版）（のち騎士爵）[3]
- 2001年10月22日 – 2016年3月23日：サイモン・ヒュー・パトリック・ボイル（英語版）[3][4]
- 2016年3月23日 – ：ロバート・エイトケン[4]